# Mestaruussarja 1953
La Mestaruussarja 1953 fu la quarantaquattresima edizione della massima serie del campionato finlandese di calcio, la ventitreesima come Mestaruussarja. Il campionato, con il formato a girone unico e composto da dieci squadre, venne vinto dal VIFK dopo lo spareggio contro il Jäntevä.

## Squadre partecipanti
| Club          | Città       | Stagione 1952                      |
| ------------- | ----------- | ---------------------------------- |
| Haka          | Valkeakoski | 7º posto in Mestaruussarja         |
| HJK           | Helsinki    | 1º posto in Suomensarja Länsilohko |
| Jäntevä       | Kotka       | 4º posto in Mestaruussarja         |
| KaPa          | Kajaani     | 1º posto in Suomensarja Itälohko   |
| KIF           | Helsinki    | 8º posto in Mestaruussarja         |
| KTP           | Kotka       | Campione di Finlandia              |
| KuPS          | Kuopio      | 5º posto in Mestaruussarja         |
| Pyrkivä Turku | Turku       | 3º posto in Mestaruussarja         |
| VPS           | Vaasa       | 6º posto in Mestaruussarja         |
| VIFK          | Vaasa       | 2º posto in Mestaruussarja         |

## Classifica finale
|  | Pos. | Squadra       | Pt | G  | V  | N | P  | GF | GS | DR  |
|  | ---- | ------------- | -- | -- | -- | - | -- | -- | -- | --- |
|  | 1.   | VIFK          | 24 | 18 | 10 | 4 | 4  | 40 | 23 | +17 |
|  | 2.   | Jäntevä       | 24 | 18 | 11 | 2 | 5  | 30 | 20 | +10 |
|  | 3.   | KuPS          | 21 | 18 | 9  | 3 | 6  | 32 | 25 | +7  |
|  | 4.   | Haka          | 19 | 18 | 8  | 3 | 7  | 31 | 32 | -1  |
|  | 5.   | Pyrkivä Turku | 18 | 18 | 8  | 2 | 8  | 38 | 29 | +9  |
|  | 6.   | HJK           | 17 | 18 | 7  | 3 | 8  | 28 | 22 | +6  |
|  | 7.   | KIF           | 16 | 18 | 6  | 4 | 8  | 28 | 28 | 0   |
|  | 8.   | KTP           | 15 | 18 | 5  | 5 | 8  | 22 | 32 | -10 |
|  | 9.   | VPS           | 13 | 18 | 5  | 3 | 10 | 26 | 37 | -11 |
|  | 10.  | KaPa          | 13 | 18 | 4  | 5 | 9  | 25 | 52 | -27 |

Legenda:
      Campione di Finlandia
      Retrocesse in Suomensarja
Note:
Due punti a vittoria, uno a pareggio, zero a sconfitta.

## Spareggio
|      | Risultati |         | Luogo e data            |
| ---- | --------- | ------- | ----------------------- |
| VIFK | 3-1       | Jäntevä | Turku, 1º novembre 1953 |
|      |           |         |                         |